# Wolfs
Wolfs (bra/prt: Lobos) é um filme de comédia de ação americano dirigido e escrito por Jon Watts. É estrelado e coproduzido por George Clooney e Brad Pitt. Também é estrelado por Amy Ryan, Austin Abrams e Poorna Jagannathan.
Wolfs foi lançado em 20 de setembro de 2024 nos Estados Unidos, pela Sony Pictures Releasing no Apple TV+.

## Sinopse
Dois solucionadores profissionais são forçados a trabalhar juntos para encobrir um crime de alta visibilidade.

## Elenco
- George Clooney como Jack
- Brad Pitt como Nick
- Austin Abrams como Kid
- Amy Ryan como Margaret
- Poorna Jagannathan como June
- Zlatko Burić como Dimitri
- Richard Kind como Pai do Kid
- Frances McDormand como a voz de Pamela Dowd-Herdry

## Produção
Foi anunciado em setembro de 2021 que Jon Watts escreveria e dirigiria um filme thriller sem título, com George Clooney e Brad Pitt estrelando e produzindo. A Apple TV+ adquiriu os direitos do filme depois de vencer uma guerra de licitações contra estúdios como Sony Pictures (que mais tarde assumiria os direitos de distribuição nos cinemas), Lionsgate, Annapurna Pictures, Metro-Goldwyn-Mayer, Universal Pictures, Warner Bros. e Amazon Studios (agora chamada Amazon MGM Studios).
A produção começou na cidade de Nova York em janeiro de 2023, com Amy Ryan se juntando ao elenco, com o filme intitulado Wolfs. Em fevereiro, Austin Abrams e Poorna Jagannathan foram adicionados ao elenco. Clooney e Pitt filmaram cenas no Harlem e em Chinatown. As filmagens foram suspensas em julho de 2023 devido à greve da SAG-AFTRA de 2023.
Wolfs é o primeiro filme estrelado por Clooney e Pitt em 16 anos, que remonta a Burn After Reading, de 2008.

## Lançamento
Wolfs estava agendado para ser lançado nos Estados Unidos em 20 de setembro de 2024, pela Sony Pictures Releasing. Após a parceria em Napoleão, a Apple Studios firmou outro acordo com a Sony para distribuir o filme nos cinemas.